# Coregonus renke
Coregonus renke är en fiskart som först beskrevs av Schrank, 1783.  Coregonus renke ingår i släktet Coregonus och familjen laxfiskar. IUCN kategoriserar arten globalt som otillräckligt studerad. Inga underarter finns listade i Catalogue of Life.